# Jesse Barfield
Jesse Lee Barfield (ur. 29 października 1960) – amerykański baseballista, który występował na pozycji prawozapolowego.
Wybrany w czerwcu 1977 w dziewiątej rundzie draftu przez Toronto Blue Jays, w Major League Baseball zadebiutował 3 września 1981 w meczu przeciwko Chicago White Sox, w którym zaliczył RBI single. Rok później w głosowaniu do nagrody AL Rookie of the Year zajął 8. miejsce. W 1986 zagrał w Meczu Gwiazd i zdobył najwięcej home runów w MLB (40). Ponadto po raz pierwszy otrzymał Złotą Rękawicę i Silver Slugger Award.
W kwietniu 1989 przeszedł do New York Yankees za Ala Leitera. W sezonie 1993 grał w Yomiuri Giants z NPB, w którym zakończył karierę zawodniczą
| Nagroda/wyróżnienie     | Lata       | Źródło |
| All-Star                | 1986,      | [ 1 ]  |
| 2× Gold Glove Award     | 1986, 1987 | [ 1 ]  |
| 7× Silver Slugger Award | 1986       | [ 1 ]  |